# Rubén Duarte
Rubén Duarte Sánchez (Almeria, 18 de outubro de 1995) é um futebolista profissional espanhol que atua como defensor.

## Carreira
Rubén Duarte começou a carreira no RCD Espanyol.